# Beauvezer
Beauvezer är en kommun i departementet Alpes-de-Haute-Provence i regionen Provence-Alpes-Cote d'Azur i sydöstra Frankrike. Kommunen ligger  i kantonen Allos-Colmars som ligger i arrondissementet Castellane. År 2022 hade Beauvezer 387 invånare.

## Befolkningsutveckling
Antalet invånare i kommunen Beauvezer
Referens: INSEE